# Kościół Świętego Krzyża w Srokowie
Kościół Świętego Krzyża – rzymskokatolicki kościół parafialny należący do dekanatu Kętrzyn II – Północny Wschód archidiecezji warmińskiej. Jeden z zabytków miejscowości.

## Historia
Świątynia została uposażona został w przywileju lokacyjnym Srokowa z 1405 roku. W 1409 roku zakończona została budowa nawy. Wieża, początkowo wyraźnie niższa, została nadbudowana w drugiej połowie XV wieku. W dniu 30 października 1489 roku biskup warmiński Łukasz Watzenrode erygował tutaj wikariat pod wezwaniem Trójcy Świętej, Najświętszej Maryi Panny oraz świętych: Fabiana, Sebastiana, Katarzyny i Barbary. Budowla była kilkakrotnie remontowana i odnawiana, m.in. w latach: 1577, 1653 i 1708–1709 (z tego czasu zachował się nowy szczyt kruchty). W 1897 roku został wykonany nowy strop w nawie. Od 1718 roku do 1945 roku budowla należała do gminy ewangelickiej. Po 1945 roku została przejęta przez katolików. Parafia została reaktywowana w 1962 roku. Od tego czasu świątynia przeszła szereg remontów m.in. organów (1974, 2008 rok), dachu (1975, 2005, 2007), elewacji (2004). Zostało odnowione również wnętrze (1990, 2003 – prezbiterium, 2006 – wyposażenie)

## Architektura
Jest to budowla gotycka, orientowana, o jednej nawie, murowana, wzniesiona z cegły. Zbudowana została na planie prostokąta, z zakrystią od strony północnej, kruchtą od strony południowej, prosto zamkniętym prezbiterium od strony wschodniej i kwadratową, wieżą o czterech kondygnacjach od strony zachodniej. Mury korpusu nawowego wzmocnione zostały przyporami i podzielone wąskimi oknami ostrołukowymi. Budowla jest nakryta dachem dwuspadowym złożonym z dachówki. Wieża z kruchtą w przyziemiu, do której wchodzi się przez portal ostrołukowy o profilowanych ościeżach, została ozdobiona wieloma płycinami: pojedynczymi i podwójnymi, zamkniętymi łukiem odcinkowym i prostokątnymi (na ostatniej kondygnacji). Wieża posiada dach czterospadowy złożony z dachówki. Nawa posiada drewniany strop płaski, podparty drewnianymi filarami. W kruchcie pod wieżą mieści się sklepienie krzyżowo-żebrowe.

## Wnętrze i wyposażenie
Wyposażenie wnętrza reprezentuje różne style. Ołtarz główny klasycystyczny, został wykonany w 1824 roku przez Wilhelma Biereichela z Reszla; umieszczone są nim gotyckie, drewniane figury Matki Bożej z Dzieciątkiem oraz św. Magdaleny i św. Jana Chrzciciela (wszystkie pochodzą z początku XV wieku). Organy zostały wykonane w 1769 roku przez królewieckiego organmistrza Jana Preussa. Gotycka chrzcielnica została wykonana z kamienia.